# Estadi Giuseppe Grezar
L'Stadio Giuseppe Grezar va ser un estadi multiusos de Trieste, Itàlia. Va ser inaugurat el 1932 amb el nom d'Stadio Littorio, i inicialment era la seu dels partits del Triestina Calcio. La capacitat de l'estadi era de 8.000 espectadors. A la Copa del Món de 1934 s'hi va jugar el partit entre Txecoslovàquia i Romania.
El 1943 va ser rebatejat com Stadio di Valmaura. Li van canviar el nom una altra vegada el 1967, en honor de Giuseppe Grezar, un futbolista local que era de la plantila del Grande Torino que va morir en el desastre aeri de Superga, el 1949.
El 1992 va ser reemplaçat per l'Stadio Nereo Rocco, una instal·lació propera. Tot i això l'Stadio Giuseppe Grezar roman obert com un estadi atlètic menor.